# Sự giết người

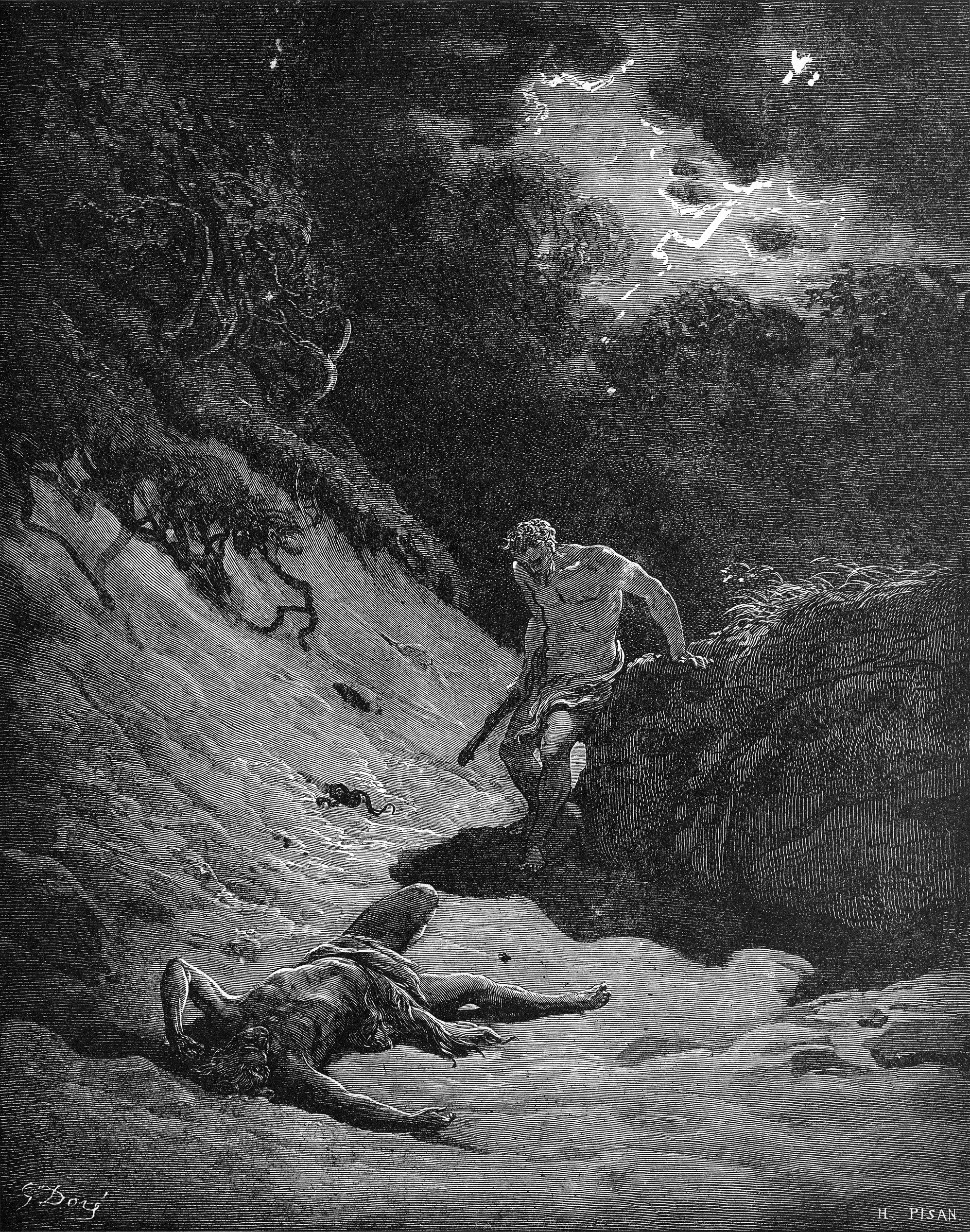
Cain giết Abel, tranh của Gustave Dore

Giết người (tiếng Anh: homicide) là việc một người giết người khác. Khái niệm này chỉ một hành động bất kỳ gây nên cái chết, vậy nên động cơ của nó có thể là vô tình hoặc cố ý. Giết người là thuật ngữ chung, về mặt pháp lý, nó bao gồm giết người trái pháp luật, ngộ sát, chết vì chiến tranh (kể cả tội ác chiến tranh), chết nhân đạo và tử hình theo pháp luật. Mỗi vùng miền văn hóa trên thế giới có những quan niệm khác nhau về các kiểu tử vong nói trên, người ta có thể coi nó là tội ác hoặc là vì công lý.